# モンクリヴェッロ
モンクリヴェッロ（イタリア語: Moncrivello）は、イタリア共和国ピエモンテ州ヴェルチェッリ県にある、人口約1,400人の基礎自治体（コムーネ）。

## 地理

### 位置・広がり
| 隣接するコムーネは以下の通り。括弧内のTOはトリノ県所属を示す。 - ビアンツェ - ボルゴ・ダーレ - ボルゴマジーノ (TO) - チリアーノ - リヴォルノ・フェッラーリス - マリオーネ (TO) - マッツェ (TO) - ヴィッラレッジャ (TO) - ヴィスケ (TO) |